# 新高水上樂園
新高兒童水上樂園，是台灣中部一座已停業的遊樂園，原址位於臺中縣太平鄉新光村（今臺中市太平區新光里）新高東路二號。

## 簡介
1975年2月8日由負責人高添福向臺中縣政府申請核准設立「新高兒童水上樂園股份有限公司」，營業項目包括：各類遊藝及育樂事項、游泳池、電動玩具、動物園等，占地約一公頃，聲名大噪與大同水上樂園齊名。
1985年4月22日來自台北縣新莊市（現新北市新莊區）國泰國小的學生，前往樂園旅遊，進入「迷魂陣」時，管理人員未控制人數，而發生推擠事件，造成一死七傷的慘案，引發台灣省政府教育廳（今教育部國民及學前教育署）等單位高度關切。
推擠事件後，遊樂區的安全管理問題浮出檯面，加上園區設施未申領雜項執照、安全檢查不符規定等，使樂園引發安全疑慮，因而於隔年歇業，並將樂園設施全部拆除，後由廣三建設接手興建住宅區。現已無跡可尋。